# Broj cipela
Broj cipela - standardizirani alfanumerički sustav za identificiranje veličine cipela i stopala.
Postoji različiti sustavi određivanja na tržištu. Neki s nacionalnim prioritetima. Mogu se razlikovati po referentnoj točki ili mjernoj jedinici.